# Ориглиассо, Джессика
Дже́ссика Ориглиа́ссо (англ. Jessica Origliasso), полное имя Дже́ссика Лу́из Ориглиа́ссо (англ. Jessica Louise Origliasso; род. 25 декабря 1984, Олбани-Крик, Квинсленд, Австралия) — австралийская певица и композитор. Вместе с сестрой-близнецом Лизой Ориглиассо в 2000-х годах основала популярный поп-дуэт «The Veronicas».

## Начало карьеры
Джессика Лойс родилась в Олбани-Крик 25 декабря 1984 года в семье Джозефа и Коллин Орильяссо, австралийцев итальянского происхождения. Она старше своей сестры-близнеца Лизы на одну минуту. Старший брат близнецов, Джулиан — музыкальный менеджер, который управляет их дуэтом «The Veronicas». Ранние годы сестёр прошли в родном городе. Образование обе получили в государственных школах в Ферни-Гроув и Уэйвелл-Хайтс.
В возрасте пяти лет сестры уже выступали на церемониях награждения и спортивных мероприятиях под именем близнецов Орильяссо. Став подростками они сменили название дуэта на «Лиза и Джессика» и выпустили три альбома. В шестнадцать лет Лиза и Джессика дебютировали как телевизионные актрисы, сыграв эпизодическую роль злодеек Эмеральды и Сапфиры Бакстон в детском телесериале «Кибердевочка». В 2003 году с двумя своими друзьями они сформировали еще одну группу, которую назвали «Teal» и выпустили сингл под названием «Baby It's Over».

## The Veronicas
В 2004 году, после подписания в Сиднее контракта с Engine Room Recordings, Джессика и Лиза получили возможность путешествовать по миру, сочиняя и записывая демки с другими певцами и композиторами. Во время этой поездки сёстры написали ряд песен, исполненные другими певцами. Среди них «What's Going On?» Кейси Донована, «All About Us» t.A.T.u. и «Faded» Кейт Дирого (кавер-версию сингла исполнила Cascada). В конце 2004 года близнецы отправились в США и подписали контракт с Sire Records, дочерним предприятием Warner Music, на сумму в 2 миллиона долларов. В это же время дуэт стал называться «The Veronicas». Новое название певицы позаимствовали из фильма «Смертельное влечение» (1988), в котором главную героиню звали Вероника Сойер. Однако такое же имя носила персонаж «Арчи Комикса» Вероника Лодж. Владельцы комикса подали в суд на певиц за нарушение прав на данный товарный знак. Конфликт между сторонами был урегулирован вскоре после того, как сёстры появились в комиксах.
В следующем году они выпустили свой дебютный альбом The Secret Life of ... (2005), в который вошёл их первый крупный хит «4ever», занявший второе место на ARIA Singles Chart и ставший платиновым. Альбом был продан почти в полмиллиона копий по всему миру и получил награду ARIA за лучший поп-релиз. В 2007 году они выпустили свой второй альбом «Hook Me Up», и его одноименный сингл принес им первый хит, занявший первое место в ARIA Charts и также ставший платиновым. Следующий сингл «Untouched» стал их прорывной песней, войдя в двадцатку лучших в чарте Billboard Hot 100 и двадцатки лучших в семи других странах, включая первое место в Ирландии. Он стал платиновым в США с более чем миллионом цифровых загрузок. Сёстры отправились в свой первый всемирный тур Revenge Is Sweeter, который начался в феврале и закончился в декабре 2009 года. После завершения тура Лиза и Джессика приостановили деятельность дуэта. Уже в 2007 году каждая из них была нацелена на индивидуальную карьеру.
Дуэт воссоединился в 2010 году, чтобы начать работу над своим третьим студийным альбомом «The Veronicas». За это время их звукозаписывающий лейбл Warner Music претерпел серьезную реструктуризацию, что привело к задержкам с выпуском нового альбома. Желая постоянно информировать фанатов о прогрессе их новой работы, они выступили с сетом в The Viper Room в 2011 году. Через несколько месяцев после этого выступления, в 2012 году, «The Veronicas» объявили, что выпустят новую песню под названием «Lolita» из своего нового альбома, который в то время назывался «Life on Mars». Сингл достиг двадцать третьего места на ARIA Chart Chart и стал золотым. Новый альбом планировалось выпустить в конце 2012 года, однако, Warner Music перенесла дату на начало 2013 года, и в итоге запись была положена на полку. Из-за этого Лиза и Джессика наняли адвоката, чтобы разорвать свои договорные обязательства с лейблом и добились успеха. В 2013 году «The Veronicas» стал независимым проектом.
В апреле 2014 года они подписали контракт с Sony Music и завершили работу над своим третьим альбомом, который был переименован в «The Veronicas». Первый сингл с альбома «You Ruin Me» дебютировал на ARIA Singles Chart, став их первым хитом, занявшим первое место в Австралии, после «Hook Me Up» в 2007 году.  Хит оставался на вершине чарта в течение трёх недель подряд и был признан двойным платиновым. В 2016—2017 годах «The Veronicas» выпустили синглы «In My Blood», «On Your Side» и «The Only High».

## Благотворительная деятельность
В 2006 году сёстры Орильяссо вступили в благотворительную организацию Стива Ирвина «Wildlife Warriors», которая занимается защитой животных и окружающей среды.
В январе 2009 года певица снялась обнажённой для журнала организации «Люди за этичное обращение с животными»; это произошло после того, как её заметили в метро Нью-Йорка в куртке из искусственного меха с надписью против использования меха животных.
Сёстры Орильяссо также присоединились к кампании «Носи это с гордостью» с целью реформирования австралийских законов, касавшихся гомосексуальных людей, выступив за 85 законодательных изменений. Эти изменения были внесены в 2010 году и отменили дискриминацию в отношении однополых пар и их семей. Сёстры выпустили пронумерованные футболки, представлявшие собой каждое законодательное изменение. В 2010 году они были удостоены звания «Wildlife Warriors» года за усилия по пропаганде защиты и сохранения животных на международном уровне.

## Личная жизнь
В 2008 году Джессика Оригласо состояла в отношениях с австралийской моделью и актрисой Руби Роуз. В 2010—2012 годах она состояла в отношениях с певцом и композитором из группы «The Smashing Pumpkins» Билли Корганом. Расставшись, они остались друзьями. В 2014—2016 годах певица встречалась с гитаристом из группы «Badflower» Джошем Кацем. В ноябре 2016 года она возобновила отношения с Руби Роуз, которые продлились до 2018 года. Джессика Орильяссо выступала за право на брак для однополых пар. Певица призналась, что ей не нравится, когда её называют фальшивой лесбиянкой, заявив: «Я не собираюсь обманывать себя так, будто я должна что-то сказать, потому что все хотят это услышать». Она добавила: «Я просто проживу свою жизнь так, как того хочу я. Если они хотят называть меня фальшивой лесбиянкой и унижать мою сексуальность и мой выбор, то пусть, я просто проигнорирую это».